# Kasualien
Kasualien oder Kasualhandlungen (von lat. casus, der Fall) sind kirchliche Amtshandlungen aus besonderem Anlass, in der Regel zu einem Ereignis von besonderer persönlicher Bedeutung im Lebenslauf eines Menschen. Der Soziologe Arnold van Gennep prägte hierfür den Begriff „rites de passage“ („Schwellenrituale“, Übergangsrituale).

## Katholische und Orthodoxe Kirche
Traditionell sind solche Übergangsrituale in christlich geprägten Kulturen im Leben Taufe, Erstkommunion, Firmung/Konfirmation, kirchliche Trauung und kirchliche Begräbnisfeier. Als weitere Anlässe zur Kasualpraxis gelten neuere Kasualien, z. B. Jubiläumskasualien zu Ehejubiläen oder zur Goldkonfirmation, Übergänge zum Erwerbsruhestand, Gottesdienste zur Einschulung oder geschichtspolitische bzw. andere öffentliche Trauer- und Gedenkgottesdienste.
In Abgrenzung zur Liturgie des Kirchenjahres, die regelmäßig und ohne ausdrückliches Begehren eines oder mehrerer Gläubigen gefeiert wird, kommen die Kasualien aus einem bestimmten Anlass zustande und sind durch diesen bestimmt.
Bei einigen Kasualien, wie der Taufe oder in der katholischen und den orthodoxen Kirchen die kirchliche Trauung, werden Sakramente gespendet bzw. empfangen. Andere, wie die kirchliche Begräbnisfeier, sind nach Lehre der katholischen Kirche Sakramentalien (heilswirksame Zeichen).
Dienste von Geistlichen (z. B. Kasualien wie eine Taufe) werden in manchen römisch-katholischen Diözesen durch eine Stolgebühr vergütet.

## Evangelische Kirche
Begriffsgeschichtlich gibt es mehrere Äquivalente zu dem Begriff der Kasualie. Im 16. Jahrhundert verwendeten kirchliche Ordnungen für Kasualien die Begriffe Zeremonien, Kirchendienste oder Kirchenhandlungen, seit der Neuzeit sind die gebräuchlichen Bezeichnungen Amtshandlungen, kirchliche Handlungen oder Kasualien.
Bei den meisten Kasualien oder bei einer Mitwirkung daran ist je nach Landeskirche meist die Kirchenmitgliedschaft Voraussetzung (bei einer Trauung müssen meistens beide Trauleute Mitglied der Kirche sein, bei einer Taufe (Kindstaufe) die Eltern des Kindes und mindestens ein Pate). Damit Kasualien in einer anderen Gemeinde als der eigenen Ortsgemeinde durchgeführt werden können, ist ein Dimissoriale notwendig, z. B. benötigt jemand, der oder die Taufpate in einer anderen Kirchengemeinde als der eigenen werden will, einen Patenschein.